# マイク・イーノス
マイク・イーノス（Mike Enos、1963年6月11日 - ）は、アメリカ合衆国の元プロレスラー。ミネソタ州ミネアポリス出身。
AWAやWWFではウェイン・ブルームとの金髪タッグチーム「デストラクション・クルー」および「ビバリー・ブラザーズ」で活躍。チーム解散後の1990年代中盤は、中堅外国人ヒールとして新日本プロレスに度々来日した。

## 来歴
ジェシー・ベンチュラ、ロード・ウォリアーズ、リック・ルードらを輩出したエディ・シャーキーのトレーニングを受け、1988年に地元ミネアポリスのAWAにてデビュー。"ミーン" マイク・イーノス（"Mean" Mike Enos）をリングネームに、1989年に兄弟子のウェイン "ザ・トレイン" ブルームと組んでデストラクション・クルー（The Destruction Crew）を結成。ジョニー・バリアントをマネージャーに迎え、ヒールの大型タッグチームとして頭角をあらわす。
同年10月1日、空位となっていたAWA世界タッグ王座の争奪トーナメント（4チーム参加）にて、1回戦でサージェント・スローター&バロン・フォン・ラシク、決勝でグレッグ・ガニア&ポール・ダイヤモンドを破り、新王者チームとなった。同王座は翌1990年8月11日にザ・トルーパー&D・J・ピーターソンに敗れるまで保持し、王座陥落直後にブルームとのコンビで新日本プロレスに初来日。8月19日の両国国技館大会にて武藤敬司&蝶野正洋のIWGPタッグ王座に挑戦した。
AWA崩壊後の1991年、ビバリー・ブラザーズ（The Beverly Brothers）のチーム名でブルームと共にWWFに移籍。ブルームは長兄役のボウ・ビバリー（Beau Beverly）、自身は弟役のブレイク・ビバリー（Blake Beverly）を名乗り、富裕層のゲイの兄弟を新しいギミックとして活動。マネージャーはザ・ジニアスが担当し、リージョン・オブ・ドゥーム、ザ・ロッカーズ、ザ・ブッシュワッカーズ、ナスティ・ボーイズ、スタイナー・ブラザーズなどのチームと抗争を展開した。1992年8月29日にロンドンのウェンブリー・スタジアムで開催されたサマースラムでは、アースクエイクとタイフーンのナチュラル・ディザスターズが保持していたWWF世界タッグ王座に挑戦。同年には日本のSWSとWARにも参戦している。
1993年のWWF離脱後はブルームとのコンビを一旦解消し、同年11月に新日本プロレスに再来日。以降も新日本の常連外国人選手となり、1994年10月の『SGタッグリーグ戦IV』にはロード・スティーブン・リーガルと組んで出場。1995年7月の来日時はAWA時代の盟友スコット・ノートンのパートナーとなって、橋本真也&平田淳嗣とIWGPタッグ王座決定戦を争った。
1996年よりWCWに参戦し、ディック・スレーターとのタッグチームなどで活動後、ブルームとのデストラクション・クルーを再結成。ジ・アウトサイダーズ（ケビン・ナッシュ&スコット・ホール）、クリス・ベノワ&ディーン・マレンコ、レイヴェン&ペリー・サターンなどのチームのジョバーを務めた。ブルームが引退した1999年以降もジョバーとしてWCWに単発出場し、2000年は3月と6月に新日本プロレスに来日した。

## 得意技
- パワースラム
- クローズライン
- ネックブリーカー

## 獲得タイトル
- AWA世界タッグ王座：1回（w / ウェイン・ブルーム）[4]
- PWI Rookie of the Year：1989年（w / ウェイン・ブルーム）